# Línea Las Matas-Pinar de las Rozas
La línea Las Matas-Pinar de las Rozas es un ramal de 3,6 kilómetros de longitud que pertenece a la red ferroviaria española y discurre por la Comunidad Autónoma de Madrid. Se trata de una línea de ancho ibérico (1668 mm), electrificada a 3 KV y en vía única. La particularidad de este ramal es que permite la conexión de la estación de Las Matas-Clasificación con la línea Madrid-Hendaya y los enlaces del norte de Madrid. Siguiendo la catalogación de Adif, es la «línea 912».